# シスター・オブ・ドラゴン 天女武闘伝
『シスター・オブ・ドラゴン 天女武闘伝』（原題：新天龍八部之天山童姥）は、1994年の香港映画。主演はコン・リーとブリジット・リン（一人二役）。
原作は金庸の武俠小説『天龍八部』で、少林僧・虚竹と天山童姥のエピソードに焦点を当ててオリジナルのエピソードに書き換えた作品。金庸原作の映画化に共通しているが、空は飛ぶ、派手な爆発シーン満載の典型的な香港映画。日本では劇場未公開でビデオ発売された。

## ストーリー
武術界の最高峰である天山派の大総帥ユーチィには美しい3人の娘がいた。長女ハンワン（コン・リー）と双子の妹・チョースイとチョンホイ（ブリジット・リン2役）。ある日、ユーチィはチョースイとチョンホイを引き連れて、山に籠もることを決意する。それは、姉ハンワンが妹チョンホイに対し許されぬ愛情を抱いていることに気づいたからであった。

## キャスト
- コン・リー（鞏俐）・・・ハンワン（天山童姥）
- ブリジット・リン（林青霞）・・・チョースイ、チョンホイ（2役）
- チョン・マン・・・アチー（阿紫）
- フランキー・ラム・・・ホイ・ジュク（虚竹）

## スタッフ
- 監督：アンディ・チン
- 製作：ジミー・ヒョン
- 製作総指揮：ジミー・ヒョン、チャールズ・ヒョン
- 脚本：チャン・タン
- 原作：金庸『天龍八部』